# Heimatmuseum Bergneustadt

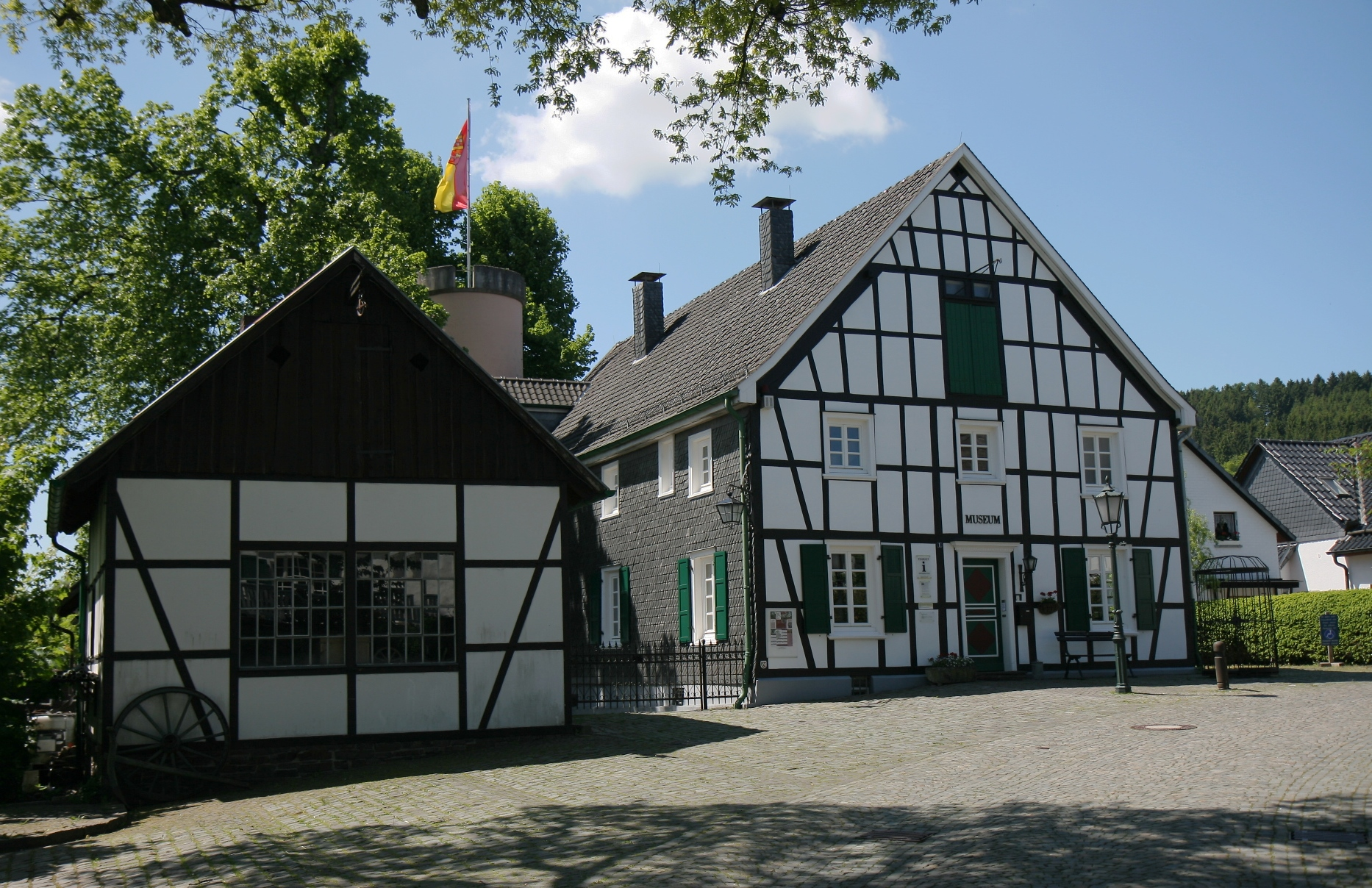
Heimatmuseum Bergneustadt

Das Heimatmuseum Bergneustadt ist ein volkskundliches Museum in Bergneustadt. Es wird geführt durch den Heimatverein Feste Neustadt e.V., der hier auch zahlreiche Sonderausstellungen und Kulturveranstaltungen durchführt. Diese sind verbunden mit museumspädagogischen Angeboten und Führungen durch die historische Altstadt. Mit einem umfangreichen Programmangebot hat sich das Museum zu einem lebendigen kulturellen Mittelpunkt in Bergneustadt entwickelt. Man kann hier auch heiraten und Hochzeitsfeiern veranstalten.